# Päivejaure
Päivejaure är en sjö i Kiruna kommun i Lappland och ingår i Torneälvens huvudavrinningsområde. Sjön har en area på 0,104 kvadratkilometer och ligger 1 095,6 meter över havet. Päivejaure ligger i Norra Torneträsk Natura 2000-område.

## Delavrinningsområde
Päivejaure ingår i det delavrinningsområde (758939-165606) som SMHI kallar för Inloppet i Ripasjaure. Medelhöjden är 891 meter över havet och ytan är 60,44 kvadratkilometer. Det finns inga avrinningsområden uppströms utan avrinningsområdet är högsta punkten. Ripasätno som avvattnar avrinningsområdet har biflödesordning 2, vilket innebär att vattnet flödar genom totalt 2 vattendrag innan det når havet efter 466 kilometer. Avrinningsområdet består mestadels av kalfjäll (86 procent). Avrinningsområdet har 0,43 kvadratkilometer vattenytor vilket ger det en sjöprocent på 0,7 procent.